# Ralf Korn
Ralf Korn (* 1963) ist ein deutscher Mathematiker und Hochschullehrer, der sich auf den Gebieten der Versicherungs- und Finanzmathematik spezialisiert hat.

## Beruflicher Werdegang
Korn studierte zwischen 1983 und 1989 Mathematik und Betriebswirtschaftslehre an der Johannes Gutenberg-Universität Mainz. Nach seiner Promotion 1993 unter Wolfgang Johann Bühler sowie Habilitation 1997 in Mathematik an der Mainzer Hochschule erhielt er 1999 einen Ruf als Professor für Finanzmathematik an die Technische Universität Kaiserslautern (Nachfolger: Rheinland-Pfälzische Technische Universität in Kaiserslautern). Am 1995 gegründeten Fraunhofer-Institut für Techno- und Wirtschaftsmathematik initiierte er die Abteilung Finanzmathematik, deren Leitung er als Gründungsdirektor 2000 übernahm.
Korn ist Mitglied der Deutschen Gesellschaft für Versicherungs- und Finanzmathematik (DGVFM), wo er von 2003 bis 2009 im Vorstand war und nach dem Wiedereintritt in den Vorstand 2011 zehn Jahre später zum Vorstandsvorsitzenden gewählt wurde, sowie der Deutschen Aktuarvereinigung, bei der er ebenfalls im Vorstand sitzt. Daneben war er 2010 Mitbegründer des Europäischen Instituts für Qualitätsmanagement finanzmathematischer Produkte und Verfahren.
Korn ist Mitherausgeber der Periodika European Actuarial Journal und Risk sowie Herausgeber der bei Imperial College Press erscheinenden „Quantitative Finance“-Buchreihe.

## Forschung und Lehre
Korn verfasste verschiedene Zeitschriftenartikel und Bücher zu finanzmathematischen Themen, großteils aus dem Blickwinkel von auf Kapitalmärkten agierenden Versicherungsunternehmen und den entsprechenden Auswirkungen auf Kapitalanlagestrategien und Produktentwicklungen. Dies beinhaltet insbesondere Fragestellungen zur Portfolio-Optimierung, Modellierung von Inflation, Dividenden und Langlebigkeit in Bilanzstrukturmanagementmodellen, diesbezügliche Anwendungen von Monte-Carlo-Simulationen sowie Strategien in allgemeinen Finanzmärkten.

## Werke (Auswahl)
- Optimal portfolios: stochastic models for optimal investment and risk management in continuous time. Singapore: World Scientific (1997)
- mit Elke Korn: Optionsbewertung und Portofolio-Optimierung. Wiesbaden: Vieweg (1999)
- mit Elke Korn: Option pricing and portfolio optimization. Modern methods of financial mathematics. Transl. from the German by the authors. Graduate Studies in Mathematics. 31. Providence, RI: American Mathematical Society (2001)
- mit Elke Korn, Gerald Kroisandt: Monte Carlo methods and models in finance and insurance. Chapman & Hall/CRC Financial Mathematics Series. Boca Raton, FL: CRC Press (2010)
- Moderne Finanzmathematik – Theorie und praktische Anwendung. Band 1. Optionsbewertung und Portfolio-Optimierung. Studienbücher Wirtschaftsmathematik. Heidelberg: Springer Spektrum (2014)
- mit Sascha Desmettre: Moderne Finanzmathematik – Theorie und praktische Anwendung. Band 2. Erweiterungen des Black-Scholes-Modells, Zins, Kreditrisiko und Statistik. Studienbücher Wirtschaftsmathematik. Wiesbaden: Springer Spektrum (2018)